# ديفيد روكفلر
ديفيد روكفلر (بالإنجليزية: David Rockefeller)‏ (مواليد 12 يونيو 1915 في نيويورك - 20 مارس 2017) هو ملياردير ومصرفي أمريكي، كان رئيس مجلس الإدارة والرئيس التنفيذي لبنك تشيس. وهو حفيد أول ملياردير بالعالم جون دافيسون روكفلر ومؤسس شركة «ستاندرد أويل».

## روابط خارجية
- ديفيد روكفلر على موقع IMDb (الإنجليزية)
- ديفيد روكفلر على موقع الموسوعة البريطانية (الإنجليزية)
- ديفيد روكفلر على موقع مونزينجر (الألمانية)
- ديفيد روكفلر على موقع إن إن دي بي (الإنجليزية)